# 盧瓊仙
盧瓊仙，中國五代十国之南汉中宗劉晟的女官及末代皇帝劉鋹的妃嬪，封才人。
盧瓊仙在劉晟在位時已經在後宮任女官，劉晟於乾和年間封她及黃瓊芝為女侍中。劉鋹繼位後，政事都委託她與宦官龔澄樞處理，後來另一位宦官陳延壽推薦女巫（一作樊胡）到宮中，稱玉皇大帝派她來授劉鋹為「太子皇帝」，盧瓊仙、龔澄樞、陳延壽是玉皇大帝派遣來輔助劉鋹，不可以因有過錯而治罪。
南漢滅亡後，盧瓊仙下落不見記載。